# リヴィエール・デュ・ランパール県
リヴィエール・デュ・ランパール県（Rivière du Rempart District）は、モーリシャスの県。
2015年の人口は10万8040人、面積は147.62km2、人口密度は731.9人/km2。県都はPoudre d'Or。

## 地理
モーリシャス島の北部に位置する。モーリシャス島北東部のほかに、アンブル島などの沿岸に点在する小島もこの県に属する。

## 隣接する県
- フラック県
- パンプルムース県